# シティランナー (ウッチ市電)
この項目では、ボンバルディア・トランスポーテーション（現：アルストム）が開発し世界各地に展開する超低床路面電車車両のシティランナー（→フレキシティ・アウトルックC）のうち、ポーランド・ウッチのウッチ市電に導入された車両について解説する。これらの車両はウッチ市電における初の超低床電車として2002年から営業運転を開始した。

## 概要
1990年代後半、ウッチ市電を運営するウッチ市交通会社（MPK-Łódź Sp. z o.o.）は新型の超低床電車を15両導入することを決定し、入札を実施した。それに基づき複数の企業が応募し、複数の条件に基づいた検討の結果、2000年2月にボンバルディア・トランスポーテーションが入札を獲得した。これに基づき、同社がウッチ市電へ向けて製造を実施したのが、ウッチ市電およびポーランドにおける初の車内全体が低床構造となっている100 %超低床電車の「シティランナー（Cityrunner）」である。
片運転台式の5車体連接車で、中間車体のうち2つは台車がないフローティング車体となっている。最大の特徴は小径車輪を採用する事で車軸付き台車を用いながらも車内全体に段差がない100 %低床車体になっている事で、騒音や振動が抑えられている他、走行時の摩耗も減少し、メンテナンスコストの削減が図られている。車内はバリアフリーに適した構造となっており、車椅子やベビーカーが設置可能なフリースペースが1箇所存在する。その一方で冷暖房に対応した空調装置は運転室にのみ設置されているため、空調装置が存在しない客席が高温になるという課題が営業運転開始以降に指摘されており、後述の更新時の改良箇所となっている。

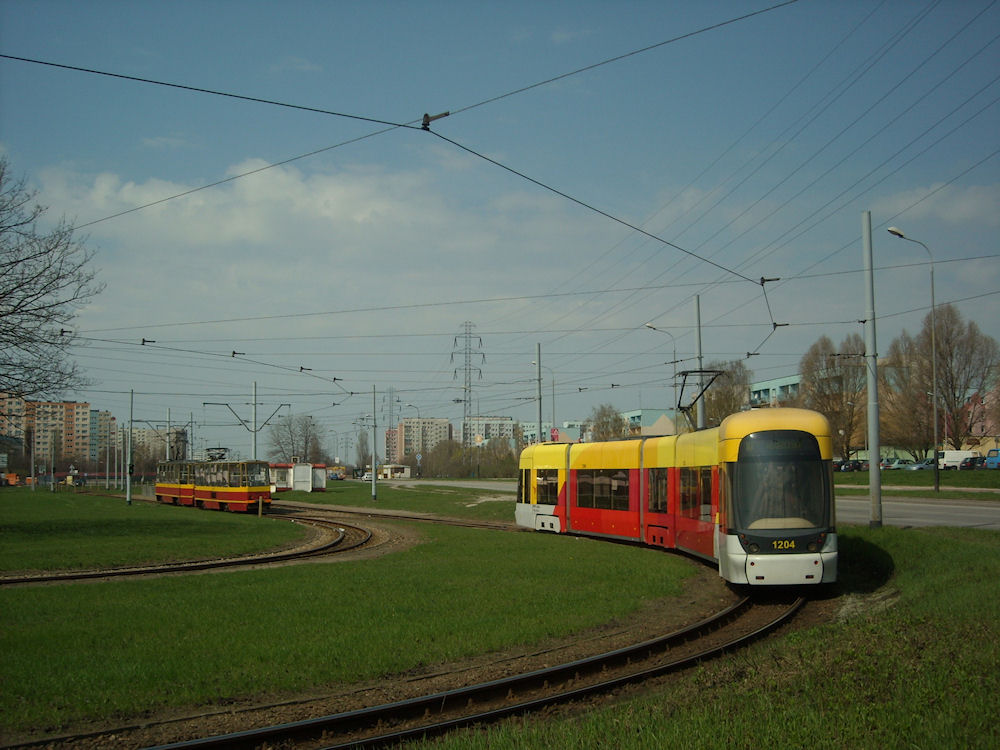
ループ線を走行するシティランナー（2014年撮影）
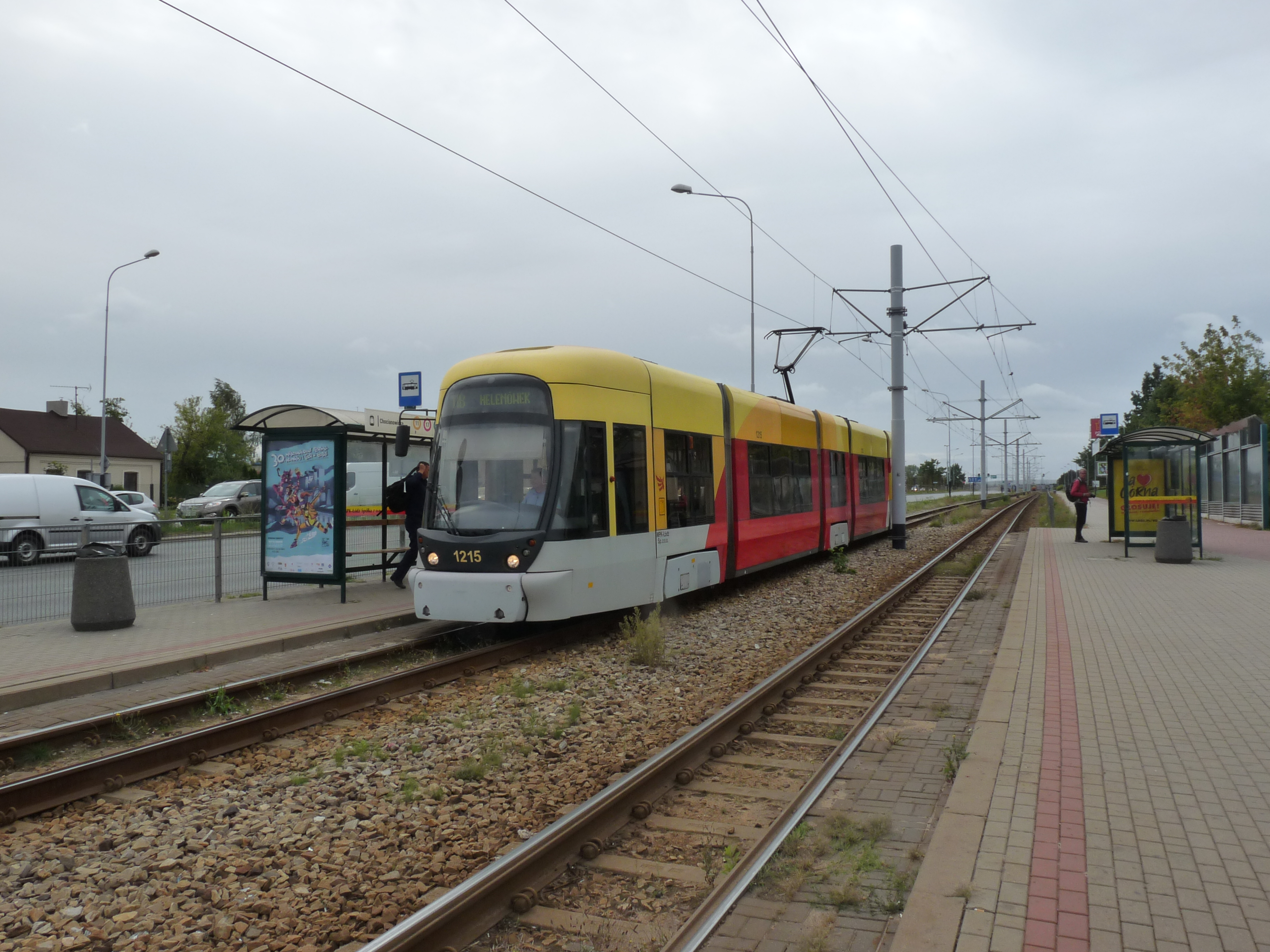
電停に停車するシティランナー（2019年撮影）

## 運用・更新
最初の車両は2001年にオーストリア・ウィーンに位置するボンバルディアの工場で製造され、同年12月にウッチ市電へ納入された。その後、翌2002年2月から行われた各種試運転を経て、3月28日の10号線の開通に合わせて同系統で営業運転を開始した。以降は同年中に全15両（1201 - 1215）が製造され2003年まで営業運転に投入されたが、これらの車両のうち最初の車両となった1201を含む2両を除いた13両は契約に基づきウッチ市電の車庫で最終組み立てが実施された。また、線路の改修工事の進行とともに10号線以外の系統への投入も進められている。
一方、全15両のうち3両（1202、1209、1214）については、線路の状態の悪さが起因となった機器の故障の結果、長期に渡り運用を離脱していた。だが、ボンバルディア製の予備部品は高額だった事に加え、年数の経過に伴う機器自体の旧型化によって購入自体に支障が生じ始めていた事から、ウッチ市電の車両工場で近代化を行うことが決定した。主要な電気機器はポーランドのエニカ社（Enika）が生産したものに交換され、冷暖房双方に対応した空調装置が客席にも搭載された。車内についても立席定員数を増加させるため座席数が減らされた他、情報を表示するディスプレイが天井付近に設置された。台車についても修繕が実施されている。これらの修繕は2015年から2016年にかけて実施された。それ以外の車両についても同様の改造が進められており、2022年時点では合計7両の更新工事が行われている。加えて2022年からはエニカ社が開発した衝突防止システムの搭載が未更新車両も含めて進められている。
- 広告塗装
- 2022年撮影
- 2022年撮影
- 2022年撮影
- 2022年撮影

## その他
ウッチ市電に導入されたシティランナーのうち、一部車両は導入の検討を目的としたデモンストレーションのため、以下の都市の路面電車への貸し出しが実施されている。
- ジュネーヴ市電（ドイツ語版）（スイス：ジュネーヴ） - 2004年から2005年まで2両（1207、1214）を貸し出し。
- メトロバレンシア（スペイン：バレンシア） - 2005年から2007年にかけて合計6両（1202 - 1206、1210）を随時貸し出し。

## 参考資料

広告塗装
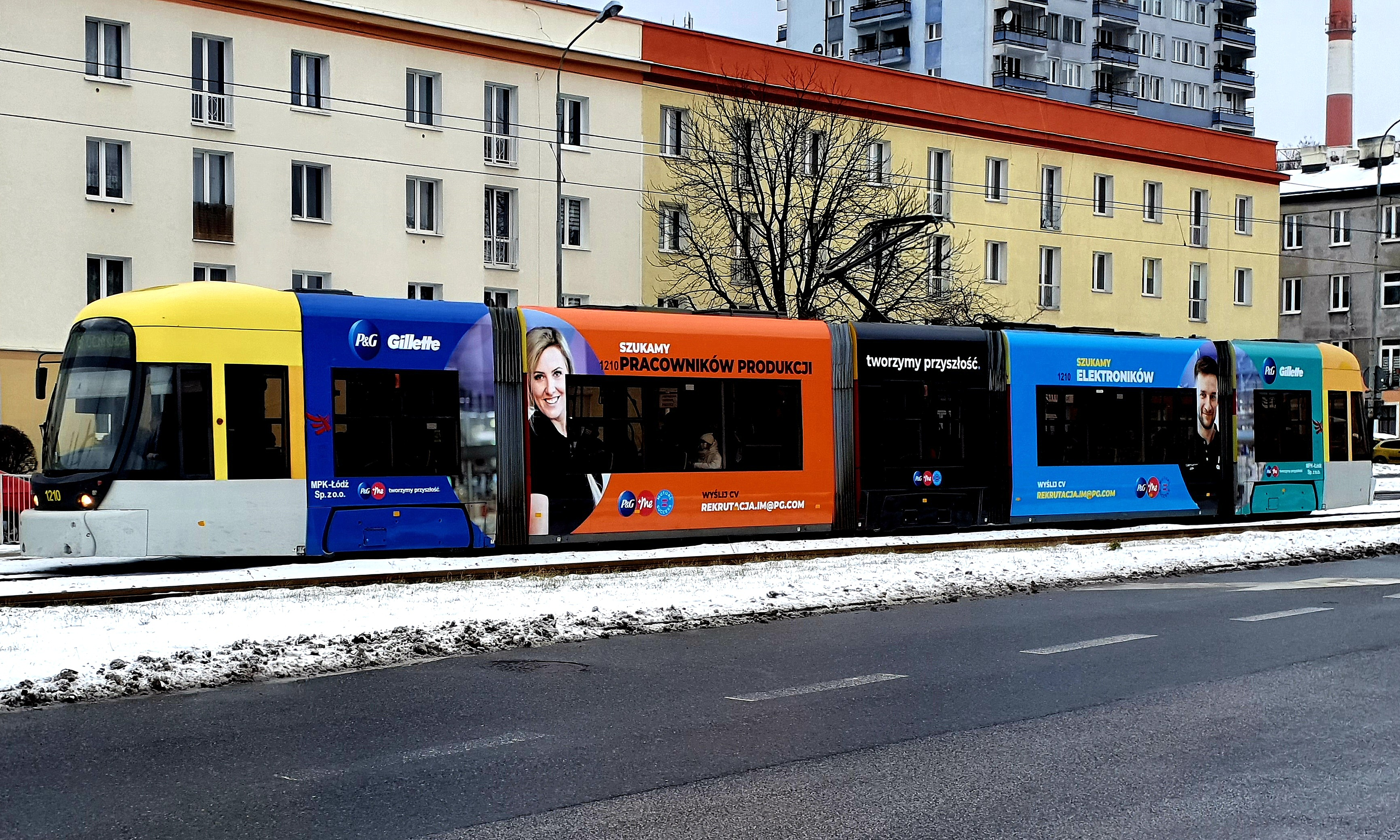
Harry Hondius (2002-7/8). “Rozwój tramwajów i kolejek miejskich (2)”. TTS Technika Transportu Szynowego (Instytut Naukowo-Wydawniczy „SPATIUM” sp. z o.o):  32-58 2023年4月23日閲覧。.
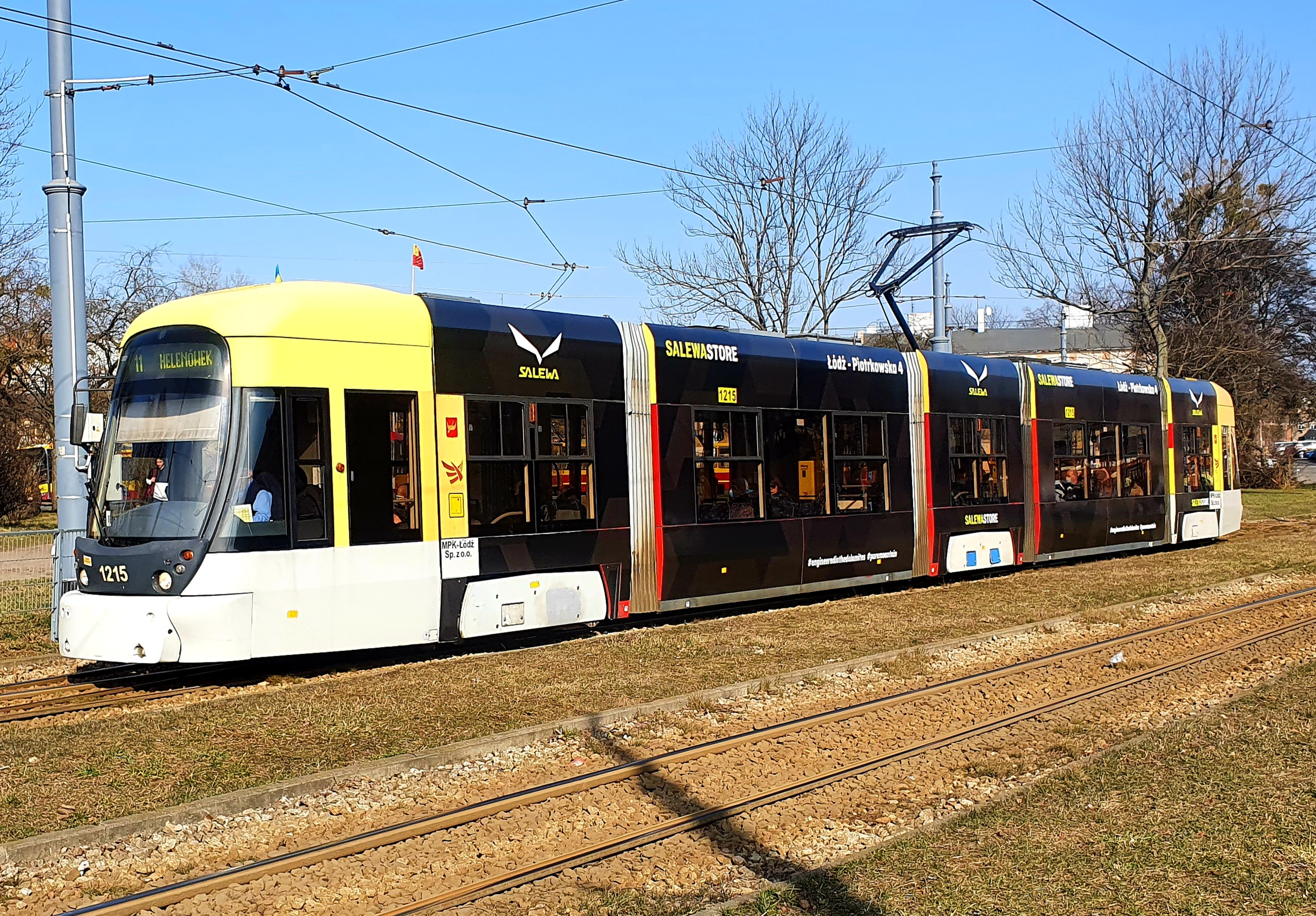
Muzeum Komunikacji Miejskiej MPK-Łódź (2022). LAT CITYRUNNERÓW W ŁODZI 2022 - 2022 (PDF) (Report). 2023年4月23日閲覧。
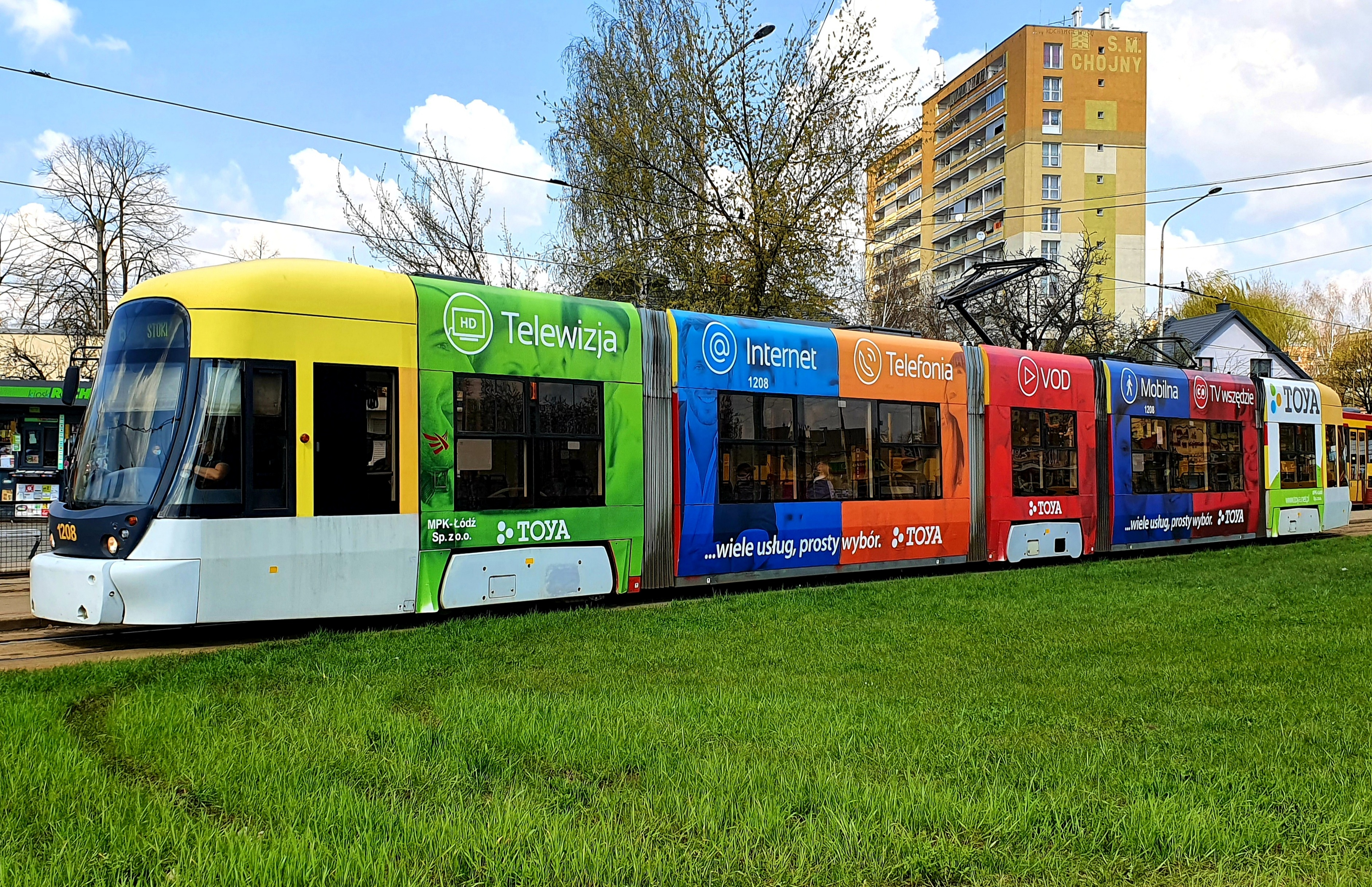
Łukasz Stefańczyk (2003-5). “Tramwaj Cityrunner Łódź” (PDF). TTS Technika Transportu Szynowego (Instytut Naukowo-Wydawniczy "TTS" Sp. z o.o):  55-59 2023年4月23日閲覧。.
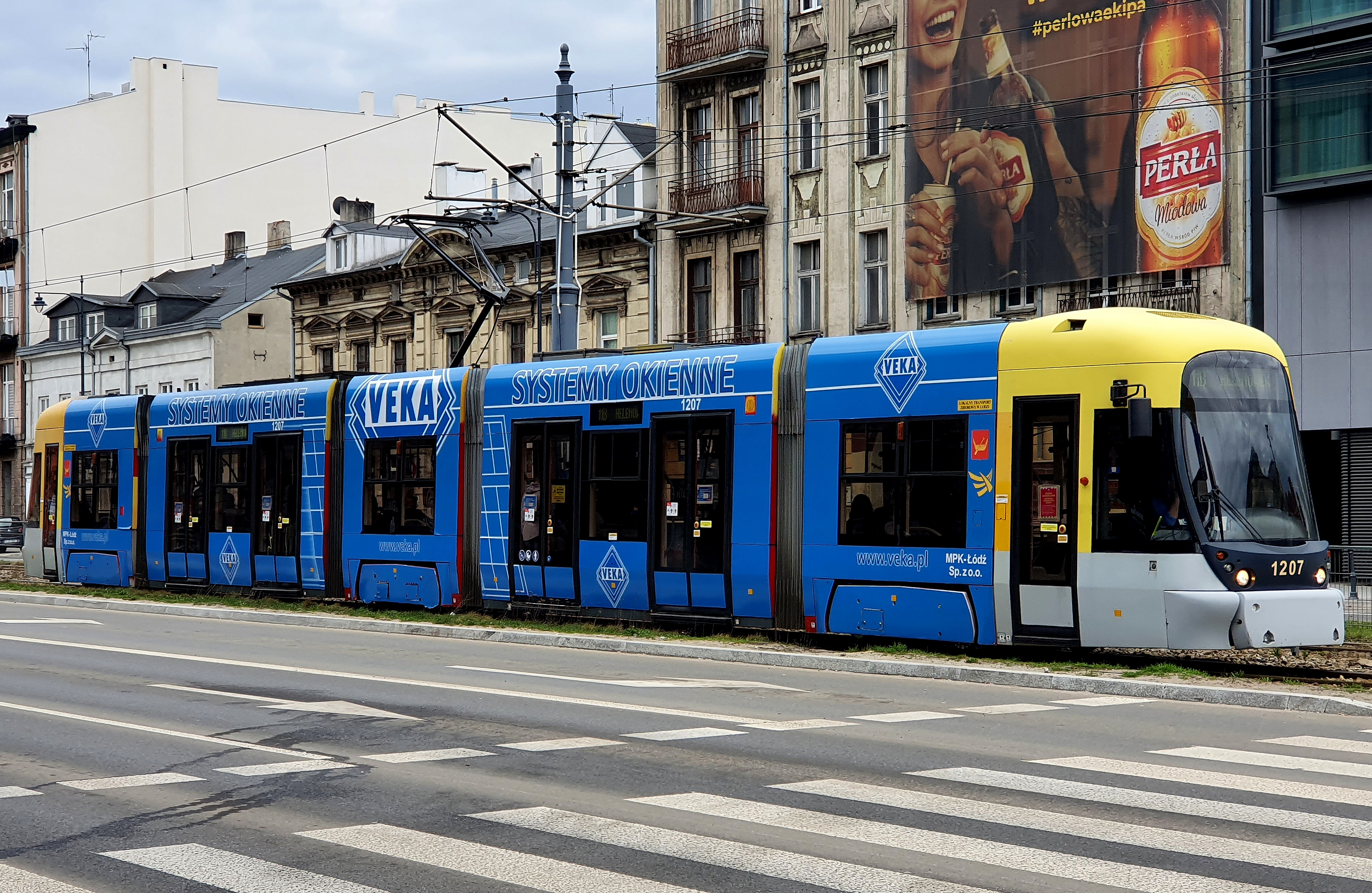
2022年撮影